# Тауский сельский округ
Тауский сельский округ — административно-территориальное образование в Жанибекском районе Западно-Казахстанской области.

## Административное устройство
1. село Тау
2. село Жигер
3. село имени И. Жумаева